# Travnik, Loški potok
Travnik este o localitate din comuna Loški potok, Slovenia, cu o populație de 312 locuitori.